# Бохуслав Балбин
Бохуслав Балбин (на чешки: Bohuslav Balbín, на латински: Bohuslav Balbinus, 3 декември 1621, Храдец Кралове, Чехия – 28 ноември 1688, Прага, Чехия) е чешки писател, историк, член на монашеския орден на йезуитите. Балбин е автор на редица исторически съчинения, описания на множество чешки архитектурни, етнографски и други културни паметници на чешкия народ. Бори се за по-широката употреба на чешкия език в австрийската империя и се застъпва срещу германизацията на чешкия народ.

## Биография
В продължение на много години Бохуслав Балбин събира информация в архиви и библиотеки. Основният вдъхновител на задълбочената работа на Балбин е полският йезуит Николай Ленчицки. Резултат от дейността на Балбин са основните му произведения на латински език „Miscellanea historica regni Bohemiae“ („Разнообразна история на Бохемското кралство“) и „Dissertatio apologetica pro linqua Slavonica praecipue Bohemica“ („Защита на славянския език и най-вече на чешкия“).

## Съчинения
- Legatio Apollinis coelestis ad universitatem Pragensem
- Epitome historica rerum Bohemicarum
- Dissertatio apologetica pro lingua Slavonica, praecipue Bohemica
- Diva Vartensis
- Diva Turzanensis
- Diva S. Monti
- Origines Comit. de Guttenstein
- Vita venerab. Aernesti
- Miscellanea historica regni Bohemiae
  - Liber naturalis
  - Liber popularis
  - Liber chorographicus
  - Liber hagiographicus
  - Liber parochialis
  - Liber episcopalis
  - Liber regalis
  - Liber epistolaris
  - Bohemia docta
  - Liber curialis seu de magistratibus et officiis curialibus regem Boohemiae
- Examen Mellisaeum